# Odprto prvenstvo Francije 2008
Odprto prvenstvo Francije 2008 je teniški turnir za Grand Slam, ki je med 25. majem in 8. junijem 2008 potekal v Parizu.

## Moški posamično
Rafael Nadal :  Roger Federer, 6–1, 6–3, 6–0

## Ženske posamično
Ana Ivanović :  Dinara Safina, 6–4, 6–3

## Moške dvojice
Pablo Cuevas /  Luis Horna :  Daniel Nestor /  Nenad Zimonjić, 6–2, 6–3

## Ženske dvojice
Anabel Medina Garrigues /  Virginia Ruano Pascual :  Casey Dellacqua /  Francesca Schiavone, 2–6, 7–5, 6–4

## Mešane dvojice
Viktorija Azarenka /  Bob Bryan :  Katarina Srebotnik /  Nenad Zimonjić, 6–2, 7–6(7–4)